# مارغاريتا بوقونات
مارغاريتا بوقونات (بالرومانية: Margareta Pogonat)‏ هي ممثلة رومانية، ولدت في 6 مارس 1933 بياش في رومانيا، وتوفيت في 11 مايو 2014 ببوخارست في رومانيا.

## وصلات خارجية
- مارغاريتا بوقونات على موقع IMDb (الإنجليزية)
- مارغاريتا بوقونات على موقع أول موفي (الإنجليزية)
- مارغاريتا بوقونات على موقع قاعدة بيانات الأفلام السويدية (السويدية)
- مارغاريتا بوقونات على موقع قاعدة بيانات الفيلم (الإنجليزية)